# Actinodaphne robusta
Actinodaphne robusta là loài thực vật có hoa trong họ Nguyệt quế. Loài này được S.Julia mô tả khoa học đầu tiên năm 2005.